# Julián González de Soto
Julián González de Soto (Ejea de los Caballeros, 28 d'abril de 1803 - Barcelona, 19 d'octubre de 1864)
Va estudiar a l'escola dels escolapis de Barbastre i es va distingir des de petit per la seva clara intel·ligència. Va ingressar a la congregació de Sant Vicenç de Paül el 29 de setembre de 1818.

## Biografia
Va fundar l'institut IES Ramon Muntaner de Figueres l'any 1839, i l'institut IES Vicens Vives de Girona l'any 1845. Va ser membre de la Comissió de pous artesians de Madrid, director del col·legi Politècnic de segon ensenyament de Madrid, Superior del Seminari de Vitoria i del Seminari diocesà de Tarragona.
També destacà com afeccionat a les antiguitats i l'arqueologia. L'any 1843 ingressà a la Societat Arqueològica creada per Sebastián Castellanos de Losada, que li encarregà investigar les ruïnes d'Empúries. Posteriorment, un cop traslladat a Girona, rebé un encàrrec idèntic de la Comissió de Monuments de Girona, de forma que l'any 1846 fou el director de la primera excavació pública que es realitzà en aquesta ciutat -mercès a una subvenció de 6.000 rals de la Diputació de Girona. Actualment, la memòria d'aquesta intervenció -de facto, la primera memòria arqueològica que es conserva de les comarques gironines- es troba a l'Arxiu de la Real Academia de San Fernando.
A més de la tasca pedagògica, va inventar un trull modern, i practicà la pintura al tremp. Va morir l'any 1862 d'un atac de feridura a Barcelona quan havia fundat el Col·legi del carrer de la Boqueria. Al despatx de direcció de l'institut IES Ramon Muntaner es troba el quadre en oli que hi ha a la dreta.